# オメガ計画
オメガ計画（オメガけいかく、英: OMEGA project）とは、昭和63年度に取りまとめられた群分離・消滅処理技術研究開発長期計画の通称を言う。高レベル放射性廃棄物（使用済み核燃料の再処理廃液）を、そのままガラスで固化して地中に隔離するのではなく、四つの群に群分離した上で、有効利用または特定の設備で核変換をすることで減量化・低害化する技術の要素的な開発を目的とした計画である。
なお、オメガ計画で開発していた技術（分離変換技術）が実用化されても地層処分の必要性がなくなるわけではない。

## 概要
原子力委員会が昭和62年（1987年）6月に制定した原子力開発利用長期計画（昭和62年）において、再処理施設で使用済み核燃料から分離される高レベル放射性廃棄物の処理処分については、以下のように計画されることとなった。
これに基づいて翌年（1988年）に、2000年までの12カ年計画となる「群分離・消滅処理技術研究開発長期計画」が同委員会の放射性廃棄物対策専門部会によって取りまとめられた。この計画の通称を「オメガ（Option Making of Extra Gain from Actinides and fission products の頭文字 OMEGA）計画」と呼ぶ。
軽水炉から取り出された使用済み核燃料の中には、核燃料として再利用可能なウラン、プルトニウムに加えて
1. 半減期が非常に長い超ウラン元素群
2. 核分裂生成物
3. 希少金属である白金族元素群
4. その他元素群

と多くの核種が含まれている。オメガ計画の具体的内容は、旧原子力研究所、旧核燃料サイクル開発機構及び電力中央研究所の三機関を中心として、これらの核種を分離回収（群分離）した上で有効利用できるものは利用し、利用が困難なものについては短時間のうちに放射能が減衰する核種や安定な核種に変換する技術（核変換技術）を開発することであった。

## 計画の成果とその後の展開
平成11年に原子力委員会原子力バックエンド対策専門部会に核種分離・消滅処理技術分科会を設置され計画の調査審議が行われ、平成12年3月31日には報告書「長寿命核種の分離変換技術に関する研究開発の現状と今後の進め方」が取りまとめられた。オメガ計画はここで一つの区切りを迎えた。
この平成12年報告書では、分離変換技術を階層型（主に旧原子力研究所が推進）と発電用高速炉利用型（主に旧核燃料サイクル機構と電力中央研究所が推進）の二つに類型化した上でそれぞれの研究開発の成果を分析し、分離変換技術は長期放射能インベントリを低減するなど有用な技術となる可能性があり、今後も着実に進めることが適当であるとして、技術的課題及び研究開発の進め方等が示された。

## 分離変換技術の実現化に向けた動き
昭和46年（1971年）原子力発電に伴う使用済み燃料の再処理工程から生ずる核分裂生成物、超ウラン元素等を対象としてその総合対策を検討するため「核分裂生成物等総合対策懇談会」が日本原子力産業会議によって設置される。
昭和47年（1972年）原子力長期計画（昭和47年）において、分離変換技術の必要性が指摘される。その翌年頃から日本原子力研究所内部にて分離変換技術の研究が始められる。
昭和62年（1987年）原子力長期計画（昭和62年）において、高レベル放射性廃棄物の分離変換技術の長期開発計画が推進される。
昭和63年（1988年）前年に公表された計画を踏まえ群分離・消滅処理技術研究開発長期計画（オメガ計画）が取りまとめられる。
平成6年（1994年）原子力長期計画（平成6年）において、分離変換技術について各研究機関で基礎的研究を進め、1990年代後半を目途に各技術を評価し、それ以降の進め方について検討することとした。
平成10年（1998年）原子力委員会の高レベル放射性廃棄物処分懇談会は「高レベル放射性廃棄物処分に向けての基本的考え方について」を公表したが、その中において「地層処分をより安全かつ効率的に行うために進められる廃棄物の減量化や有効利用に関する研究について定期的に評価を行うとともに、こうした技術に飛躍的進歩があった場合に柔軟に対応できるような仕組みが大切である」と記載された。
平成11年（1999年）原子力委員会原子力バックエンド対策専門部会に核種分離・消滅処理技術分科会を設置して長寿命核種等の分離変換技術に関する調査審議（オメガ計画の調査審議）を行い、平成11年度末（平成12年3月31日）に報告書「長寿命核種の分離変換技術に関する研究開発の現状と今後の進め方」を取りまとめた。
平成12年（2000年）特定放射性廃棄物の最終処分に関する法律の附帯決議に「国及び関係機関は、最終処分の負担軽減等を図るため、長寿命核種の分離変換技術の研究開発について、国際協力、国際貢献の視点等も加味するとともに、定期的な評価を行いつつ、着実に推進することが必要である」と記載された

### 日本国外での動き
日本のオメガ計画は国際的な分離変換技術の研究開発において先導的な役割を果たしてきており、諸外国や国際機関における以下に示す研究開発計画等に対して大きな影響を与えたと言われる。
- SPIN計画：フランスにおける長寿命核種の分離変換技術計画の全体計画
- CAPRA計画：欧州における高速炉を用いたプルトニウム等の燃焼に関する研究計画
- SUPERFACT計画：欧州におけるマイナーアクチノイド含有酸化物燃料の研究開発計画
- EFTTRA計画：欧州における核変換用ターゲットの研究開発計画
- Demo計画：欧州における加速器駆動未臨界炉の原型炉の実現のための研究開発計画